# Saint-Béat
Saint-Béat (okcitansko Sent Biat) je naselje in občina v južnem francoskem departmaju Haute-Garonne regije Jug-Pireneji. Leta 2008 je naselje imelo 394 prebivalcev.

## Geografija
Naselje leži v pokrajini Comminges ob reki Garoni, 33 km jugovzhodno od Saint-Gaudensa.

## Uprava
Saint-Béat je sedež istoimenskega kantona, v katerega so poleg njegove vključene še občine Ausson, Balesta, Bordes-de-Rivière, Boudrac, Cazaril-Tambourès, Clarac, Cuguron, Le Cuing, Franquevielle, Lécussan, Loudet, Ponlat-Taillebourg, Saint-Plancard, Sédeilhac, Les Tourreilles in Villeneuve-Lécussan s 7.389 prebivalci.
Kanton Saint-Béat je sestavni del okrožja Saint-Gaudens.

## Zgodovina
Naselbina je bila ustanovljena kot srednjeveška bastida leta 1272, pod francoskim kraljem Filipom III.

## Zanimivosti
- prazgodovinski ostanki,
- trdnjava s kapelo iz 12. stoletja,
- romanska cerkev iz 12. stoletja,
- kamnolom marmorja.

## Osebnosti
- Joseph Gallieni (1849-1916), general, maršal Francije;